# Chuck Daly

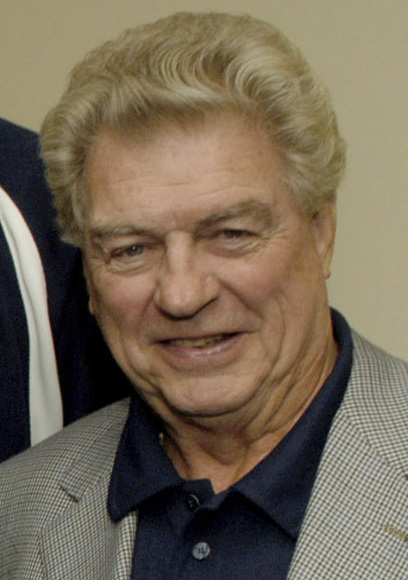
Chuck Daly 2006.

Charles Jerome "Chuck" Daly, född 20 juli 1930 i St. Marys i Pennsylvania, död 9 maj 2009 i Jupiter i Florida, var en amerikansk baskettränare. Under sina 14 säsonger, som huvudtränare i NBA blev han mästare två gånger med Detroit Pistons (1989 och 1990). Chuck Daly var huvudtränare för "The Dream Team" vid OS 1992 i Barcelona.

## NBA-lag
- Cleveland Cavaliers (1981–1982)
- Detroit Pistons (1983–1992)
- New Jersey Nets (1992–1994)
- Orlando Magic (1997–1999)